# 松井満
松井 満（まつい みつる、1956年5月21日 - ）は、山口県出身の元プロ野球選手（外野手、内野手）。右投右打。

## 来歴・人物
山口・下関商高では外野手として活躍。1973年秋季中国大会で準々決勝に進むが、土居正史投手を擁する岡山東商に逆転負け。翌1974年春季中国大会でも準決勝に進出。松江商と対戦するが、エース中林千年（法大－日本新薬）を攻略できず、延長18回再試合の末に完封負けを喫する。
同年ドラフト2位で阪急入団し、内野手に転向。1980年には三塁手として3試合に先発出場を果たすが、その後は出場機会がなく、1983年限りで現役引退。

## 詳細情報

### 年度別打撃成績
| 年 度     | 球 団     | 試 合 | 打 席 | 打 数 | 得 点 | 安 打 | 二 塁 打 | 三 塁 打 | 本 塁 打 | 塁 打 | 打 点 | 盗 塁 | 盗 塁 死 | 犠 打 | 犠 飛 | 四 球 | 敬 遠 | 死 球 | 三 振 | 併 殺 打 | 打 率 | 出 塁 率 | 長 打 率 | O P S |
| --------- | --------- | ----- | ----- | ----- | ----- | ----- | -------- | -------- | -------- | ----- | ----- | ----- | -------- | ----- | ----- | ----- | ----- | ----- | ----- | -------- | ----- | -------- | -------- | ----- |
| 1980      | 阪急      | 7     | 10    | 8     | 0     | 1     | 0        | 0        | 0        | 1     | 0     | 0     | 0        | 0     | 0     | 2     | 0     | 0     | 1     | 2        | .125  | .300     | .125     | .425  |
| 通算：1年 | 通算：1年 | 7     | 10    | 8     | 0     | 1     | 0        | 0        | 0        | 1     | 0     | 0     | 0        | 0     | 0     | 2     | 0     | 0     | 1     | 2        | .125  | .300     | .125     | .425  |

### 記録
- 初出場・初打席：1980年10月2日、対南海ホークス後期12回戦（大阪球場）、8回表に平林二郎の代打で出場、森口益光の前に凡退
- 初先発出場：1980年10月8日、対ロッテオリオンズ後期13回戦（西京極球場）、9番・三塁手で先発出場
- 初安打：1980年10月10日、対西武ライオンズ後期13回戦（西宮球場）

### 背番号
- 41 （1975年 - 1983年）